# Castillo de Barchell
El castillo de Barchell o torre de Barchell (torre o castell de Barxell en valenciano y oficialmente) es una construcción medieval del siglo XIII situada en el término municipal de Alcoy (Alicante, España). Se sitúa sobre un montículo rocoso, en mitad de una pinada, junto a la carretera CV-795 que une Alcoy y Bañeres. Está situado en la partida rural de Barchell, a 800 metros de altitud y muy cerca de las Solanetes, en donde se encontraba un núcleo de época musulmana.
El castillo de Barchell se encuentra ubicado en la partida rural de Barchell, en el Valle de Polop, un enclave natural de gran valor paisajístico, situado entre dos parques naturales, el de la Fuente Roja y el de la Sierra de Mariola.

## Historia

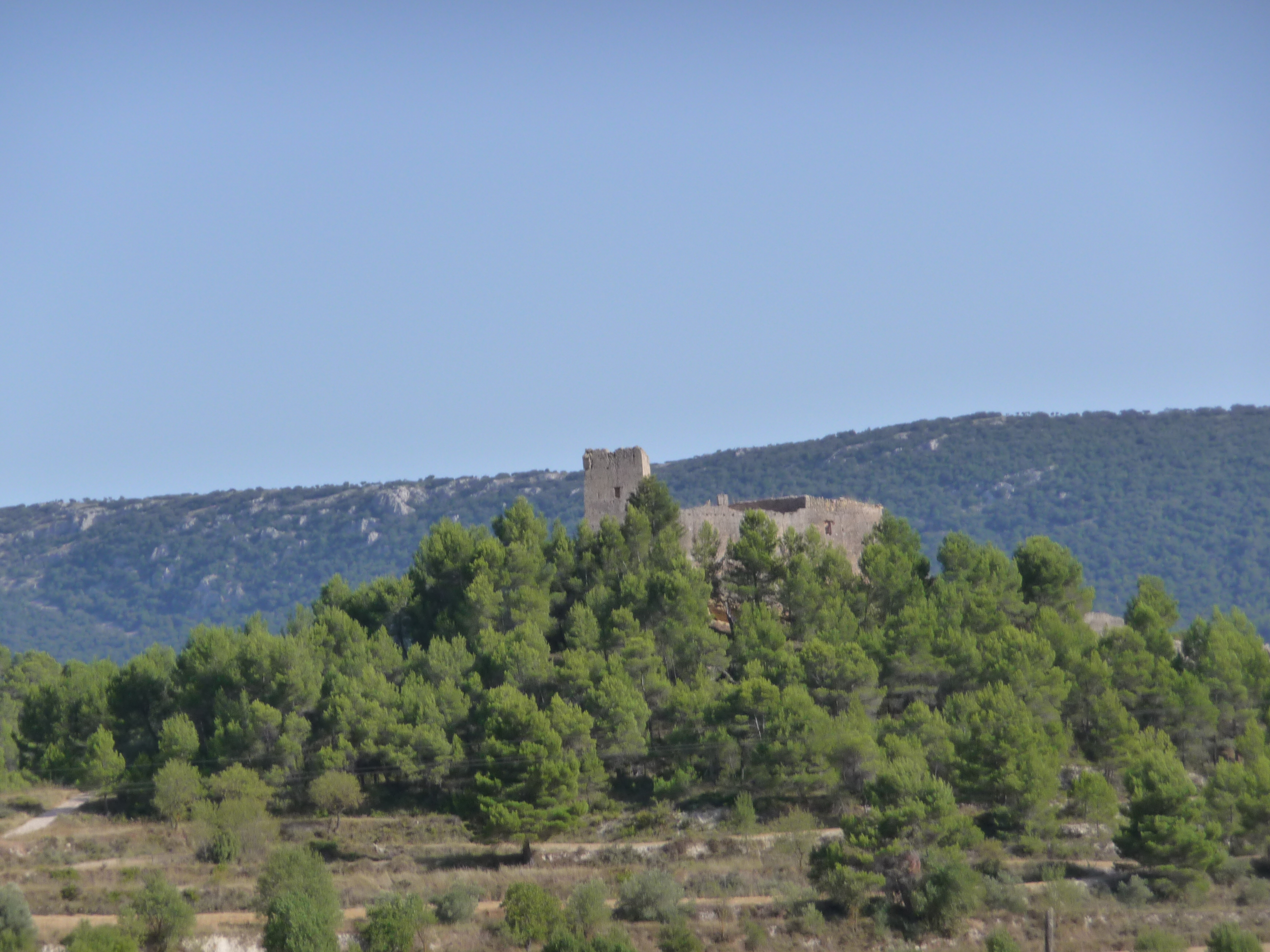
Vista lejana

Planta aproximada

Se trata de una fortificación cristiana creada para controlar la población mudéjar de los alrededores. Aunque desde siempre se creyó que la edificación pertenecía a la época musulmana, recientemente ha aparecido documentación del año 1264 que certificaria su construcción ya bajo dominio cristiano. Aunque han desaparecido las cubiertas, conserva todo el recinto amurallado, un albacar, probablemente de época musulmana completamente adaptado al terreno. Conserva restos de aspilleras y dos puertas, estando situada la principal dirección en el este. Su función era alojar a la población de las alquerías vecinas en los tiempos de peligro, como en las guerras contra Castilla, en las que su guarnición era reforzada.
En 1850 se convirtió en una masía sufriendo diversas remodelaciones en su fábrica así como en los terrenos limítrofes, siendo abandonado en el año 1964 desde el cual se ha ido deteriorando progresivamente. Bien de Interés Cultural desde el año 1996, en los últimos años ha cambiado de propietario varias veces sin que se llegue a realizar la rehabilitación exigida por el Ayuntamiento de Alcoy por parte de sus propietarios.

Lamentablemente, debido tal vez a su estado de conservación, no se encuentra incluido dentro de la Ruta de los Castillos del Vinalopó, a pesar de que el Castillo de Banyeres se encuentra a solo 10 kilómetros de distancia. En julio de 2014 es adquirido por el periodista y empresario alcoyano Xavi Martínez Caravaca. Desde entonces se ha llevado a cabo un apuntalamiento sin llegar a realizar ninguna obra. Paralelamente, se está rehabilitando el conjunto de edificaciones de la finca: una masía (compuesta en sí misma de 6 volúmenes adosados unos a otros como consecuencia de sucesivas ampliaciones), y una ermita consagrada a San José. La masía es conocida popularmente como Mas de l'Ermita por la proximidad de ambos conjuntos.

## Arquitectura
Destaca su torre prismática de base cuadrangular de 5 x 8 metros de base y de unos 20 m de altura, a la que se accede por un hueco de pequeñas dimensiones, terminado en arco de medio punto. En el interior contaba con tres plantas hoy desaparecidas y en el exterior se encuentran restos de construcciones adosadas, así como tapias de gran altura, todo ello construido en tapial.
El reducto principal, de construcción cristiana segiendo las pautas de los castillos musulmanes de la zona, está formado por una nave de 5 x 20 metros y dos plantas que hacían de almacén y habitáculo para la tropa y una torre prismática de base cuadrangular de 3,8 x 7 metros de base y de unos 20 m de altura a la que se accede por un hueco de reducidas dimensiones, acabado en arco de medio punto, todo esto articulado desde un patio interior de 150 m² con un aljibe y paso de ronda de madera. La torre contaba con tres plantas (originalmente dos) hoy en día desaparecidas. Todo el conjunto contaba con numerosas aspilleras en sus muros. En el exterior se encuentran restos de construcciones adosadas, así como tapias de gran altura, todo construido en tapia. Todo el conjunto ocupa un total de 2860 m² y un perímetro de 239 metros.